# Can Tunis (documental)
Can Tunis es una película documental de Paco Toledo y José González Morandi sobre los últimos años del barrio barcelonés de Casa Antúnez (en catalán, Can Tunis). El documental muestra la realidad social del barrio, gravemente afectado por la droga, así como otros temas no tan mediatizados como el papel de la infancia y la vida familiar en una realidad tan alejada de la imagen cosmopolita de Barcelona.

## Sinopsis
Can Tunis da voz a los habitantes y a las familias gitanas que fueron desalojadas del barrio por una ampliación del puerto de Barcelona. Las obras exigían el derribo de la zona ocupada por las viviendas, lo que obligó a indemnizar a los inquilinos, a la vez que eran realojados en pisos sociales del Área metropolitana de Barcelona. Entre las familias, cobra protagonismo la de Juan, el Demonio, formada por sus ocho hermanos y sus padres, Manolo y Teresa. Ambos se trasladaron al barrio en 1979 y fueron testigos de la transformación que sufrió el barrio, sobre todo, en los últimos años del milenio.
A nivel cinematográfico, Can Tunis también destaca por documentar de una manera cercana y transparente la realidad social del barrio, alejándose de la ficción y del estilo periodístico, y aportando una visión objetiva que ha acercado la obra al cine etnográfico. Para lograr este objetivo, ambos cineastas estuvieron visitando de manera asidua el barrio desde enero de 2002 hasta julio de 2006, llegando a dedicar hasta 6 meses para únicamente ganarse la confianza de los vecinos. En palabras de los propios autores, buscaron hacer de la cámara «un elemento transparente que mostrara la pura realidad de la vida en el barrio».

Sinopsis oficial del documental: 
Can tunis es un barrio marginal, una lacra oculta en medio de la moderna y turística Barcelona post-olímpica y del "disseny". A él acuden a diario los toxicómanos en busca de droga. Los habitantes del poblado van a ser expropiados y temen por su futuro. En ese mundo, en el que los niños conducen coches robados y en el que en los juegos de "policías y ladrones", todos quieren ser los ladrones, Juan y sus amigos se hacen mayores. A golpes con la vida se abren paso los muchachos.

## Producción
La producción de Can Tunis fue un proceso arduo y costoso. Si bien los autores ya tenían rodado todo el material de Casa Antúnez para mediados de 2004 (año en el que se produce la demolición del barrio), no fue hasta abril de 2005 y después de ponerse en contacto con más de ochenta productoras de todo el panorama español, que Didac Films tomó las riendas de la producción del proyecto con la participación de TVE y Televisión de Cataluña.
El montaje final de imagen requirió el trabajo de tres profesionales debido a la ingente cantidad de material que los directores habían acumulado después de cuatro años de rodaje, esto eran cerca de sesenta horas de vídeo. El tratamiento y montaje de sonido fue realizado por David Rodríguez en el estudio de posproducción de sonido La Pecera Estudio. Y finalmente, la distribución nacional e internacional fue llevada a cabo por Didac Films.

## Recepción
Can Tunis tuvo su primera proyección pública en un preestreno para los vecinos del barrio a la que asistieron la mayoría de sus protagonistas. Una vez visionado el documental, las familias involucradas en el proyecto aseguraron sentirse plenamente reflejadas. Esto, en palabras de los autores fue «un motivo de alegría para nosotros porque justamente era nuestra idea, mostrar la realidad sin calificar a nadie de delincuente ni tener ningún prejuicio».
A lo largo de 2007, Can Tunis fue llevado a una gran cantidad de festivales (nacionales e internacionales) recibiendo una muy buena acogida tanto por parte del público como de los críticos. El mismo año y después de haber participado en más de veinte certámenes, el documental fue estrenado por primera vez fuera de los círculos de los festivales el 5 de diciembre. Finalmente, fue lanzado en formato DVD el 15 de enero de 2009 a través de Cameo Media.

## Controversia
En abril de 2016, la periodista de La Vanguardia y Telecinco Mayka Navarro confundió a Juan, el Demonio con otro de los menores que aparecía en Can Tunis. La reportera describió y utilizó la imagen de un menor que no era Juan para publicar un artículo en La Vanguardia sobre los crímenes de los que era acusado este último. El niño identificado erróneamente por Mayka Navarro como Juan, el Demonio, era realmente un menor de once años que también aparecía en Can Tunis y que había protagonizado uno de los momentos más memorables del documental. En este, el joven aparecía conduciendo un coche por Casa Antúnez mientras comentaba su particular visión del barrio y de la vida:
A ver, ¿mi vida? Yo aún no sé lo que es mi vida; hasta que no sea grande no sé qué es mi vida. Yo sé lo que hago y lo que digo, pero mi vida aún no me la sé. No sé si voy a ser borracho, alcohólico... No sé lo que voy a hacer. O futbolista. O caballeros... [sic] de montar caballos... Todo eso, ¿sabes? abogado… Todo eso, ¿sabes?
Tras la publicación del artículo, La Vanguardia rectificó la noticia y publicó en su versión web un comunicado esclareciendo la confusión. En el mismo comunicado, también se detallaba que la redactora había conseguido ponerse en contacto con el menor de las imágenes publicadas para trasladar sus disculpas a él y a su familia.

## Premios
Palmarés de los festivales en los que ha participado Can Tunis:
- Debut mundial en el Festival Internacional de Cine Documental de Ámsterdam de 2006.[14]
- Festival Internacional de Cine de Gijón de 2006.[15]
- Nominado al Punto de Vista Gran Prize del Festival Internacional de Cine Documental de Navarra Punto de Vista del año 2007.[16]
- Premio a la Mejor Ópera Prima del Festival REC de Tarragona en el año 2007.[6]
- Biznaga de plata Premio especial del Jurado en la sección Documentales del Festival de Málaga de Cine Español del año 2007.[17]
- Primer Premio del Jurado del Documenta Madrid del año 2007.[6]
- Premio al mejor documental del Festival Européen des 4 Ecrans de 2007.[6]
- Premio a la Mejor Película Documental del VI Premis Barcelona de Cinema (actuales Premios Gaudí) en el año 2007.[18]
- Premio Nacional de Cine de los Premios Nacionales de Cultura del año 2008.[19]